# Palazzo Tosio
Palazzo Tosio è un edificio storico bresciano appartenuto alla famiglia Tosio e situato a Brescia, nell'omonima via. 

## Storia e descrizione
Il palazzo fu riedificato in almeno tre momenti nel corso della prima metà dell'Ottocento utilizzando la precedente struttura cinquecentesca e dotandolo di gusto neoclassico. Una prima fase di lavori è attribuibile ai fratelli Antonio e Luigi Basiletti, tra il 1810 e il 1814, mentre le trasformazioni radicali del 1824 - 1829 e del 1834 - 1840 sono opera dell'architetto Rodolfo Vantini.
La facciata si presenta, come molti altri edifici di Brescia, in pietra bianca di Botticino, materiale utilizzato dal Vantini anche per rinnovare il cortile interno e alcune sale interne del palazzo, mentre il portico ad archi, l'interno al sesto piano e qualche sala del pian terreno hanno mantenuto lo stile originario del Cinquecento.
Nel cortile interno è posta una fontana raffigurante Naiade, opera di Gaetano Matteo Monti.
Un tempo utilizzato come pinacoteca e biblioteca privata, conteneva opere di Raffaello Sanzio e altri artisti italiani e stranieri oltre che oggetti prelevati da chiese o edifici distrutti, poi trasferiti nel 1908 a palazzo Martinengo da Barco, donato dal conte Leopardo al comune di Brescia nel 1884. Nasce così la pinacoteca Tosio Martinengo.
Eletto a sede dell'Ateneo di Brescia, il palazzo contiene ancora, nella sala della adunanze, tele di Gabriele Rottini e Luigi Basiletti.

## Museo Virtuale di Palazzo Tosio
Dal giugno 2010 è presente sul web un sito dedicato a Palazzo Tosio che offre la possibilità di fare una visita virtuale di alcune stanze del palazzo allestite secondo l'originario progetto ottocentesco del conte Paolo Tosio e di avere informazioni sulla storia e sulla struttura del palazzo e sulle opere che vi erano contenute.

## Galleria d'immagini

### Ambienti

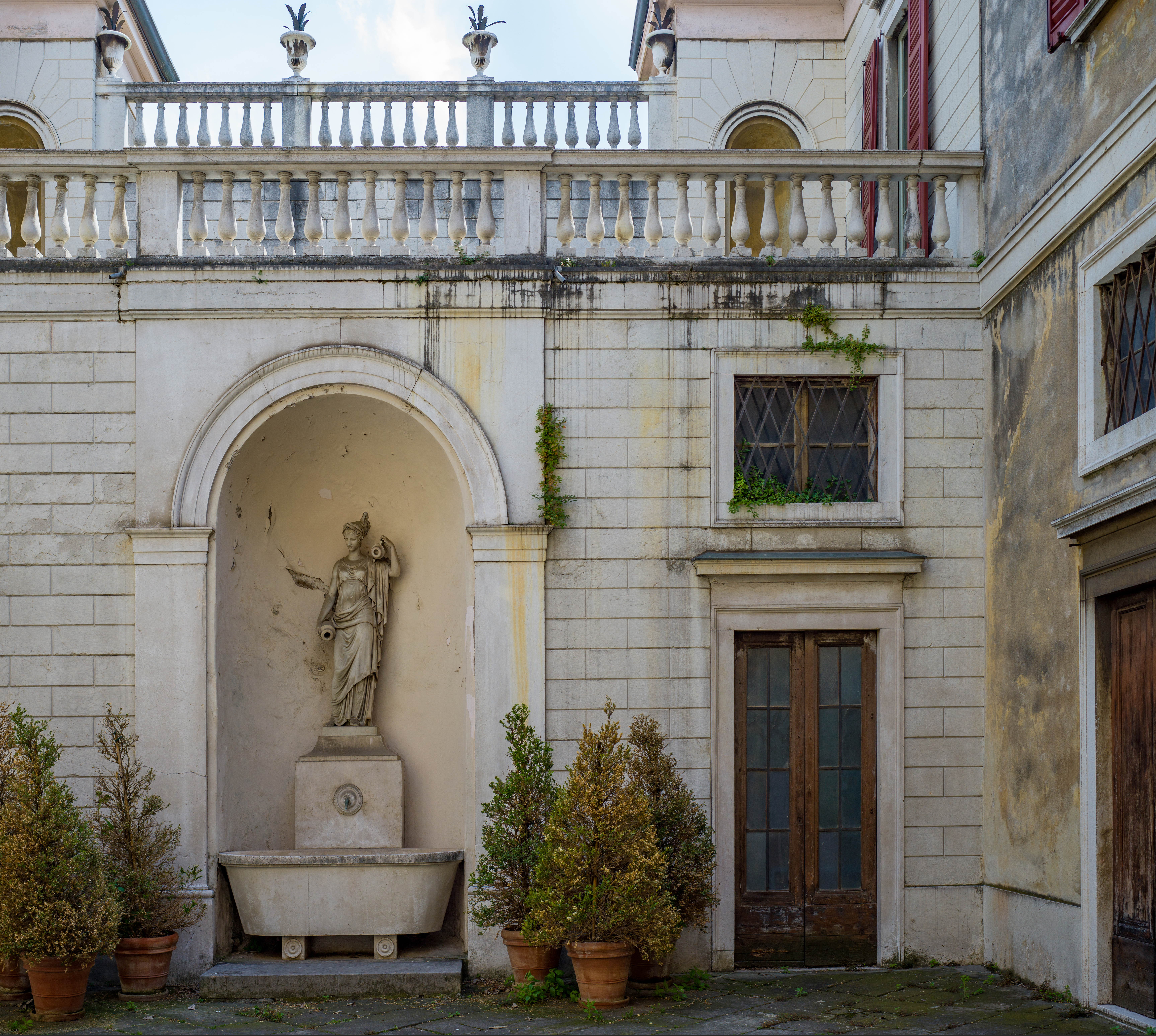
Cortile con fontana della Naiade.
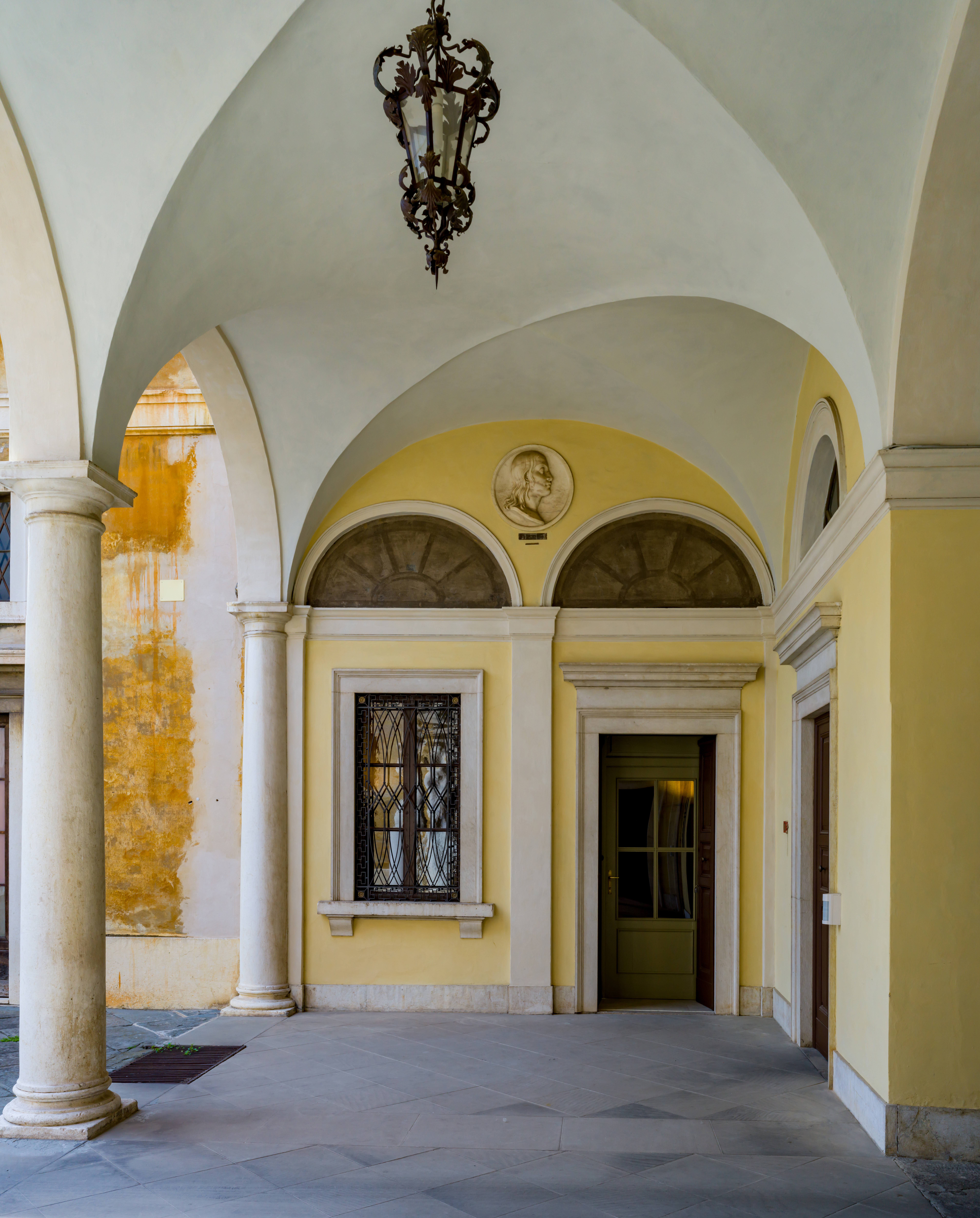
Portico cinquecentesco con il medaglione di Raffaello
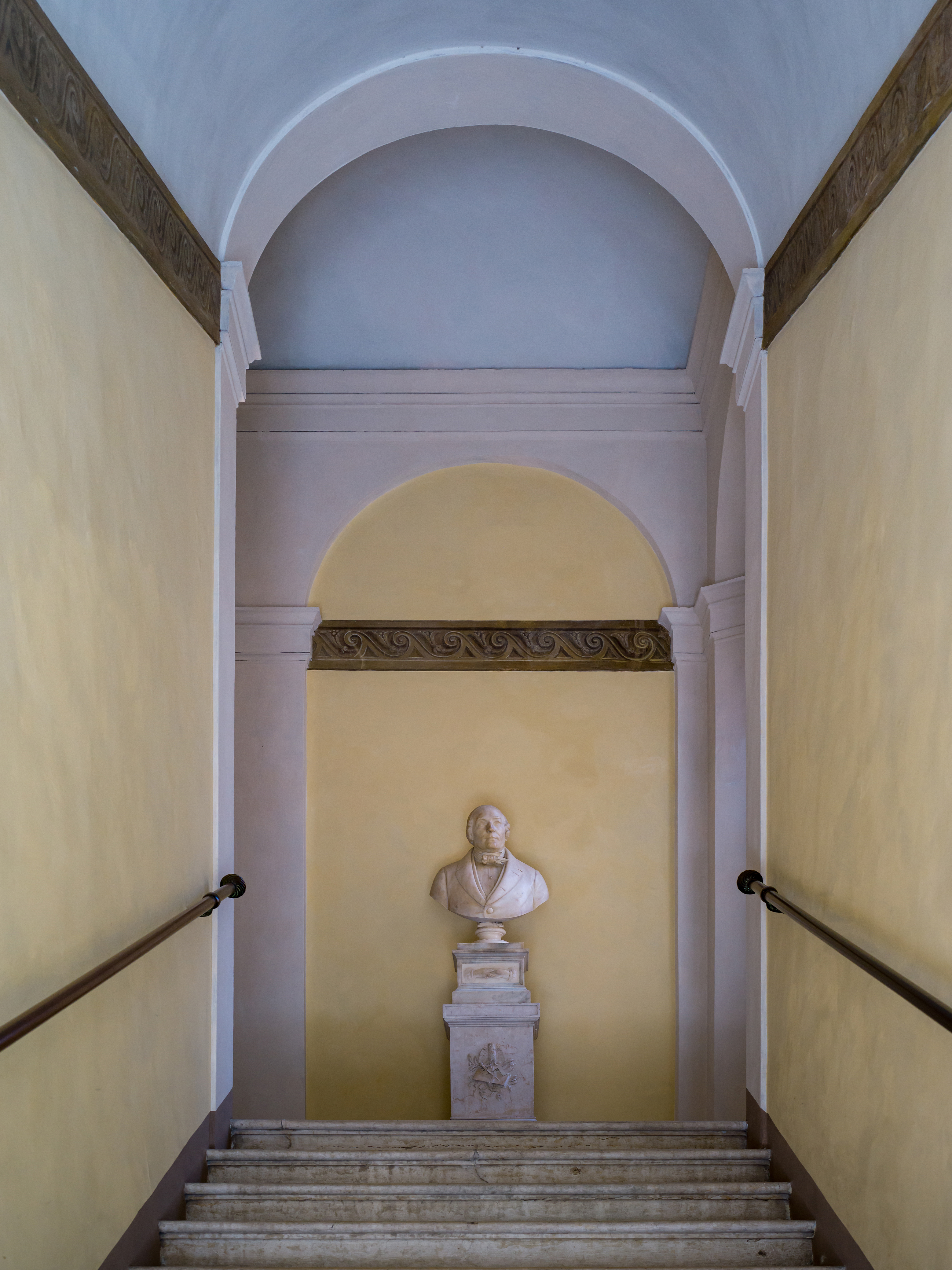
Ingresso con il busto dell'architetto Rodolfo Vantini e i simboli massonici.
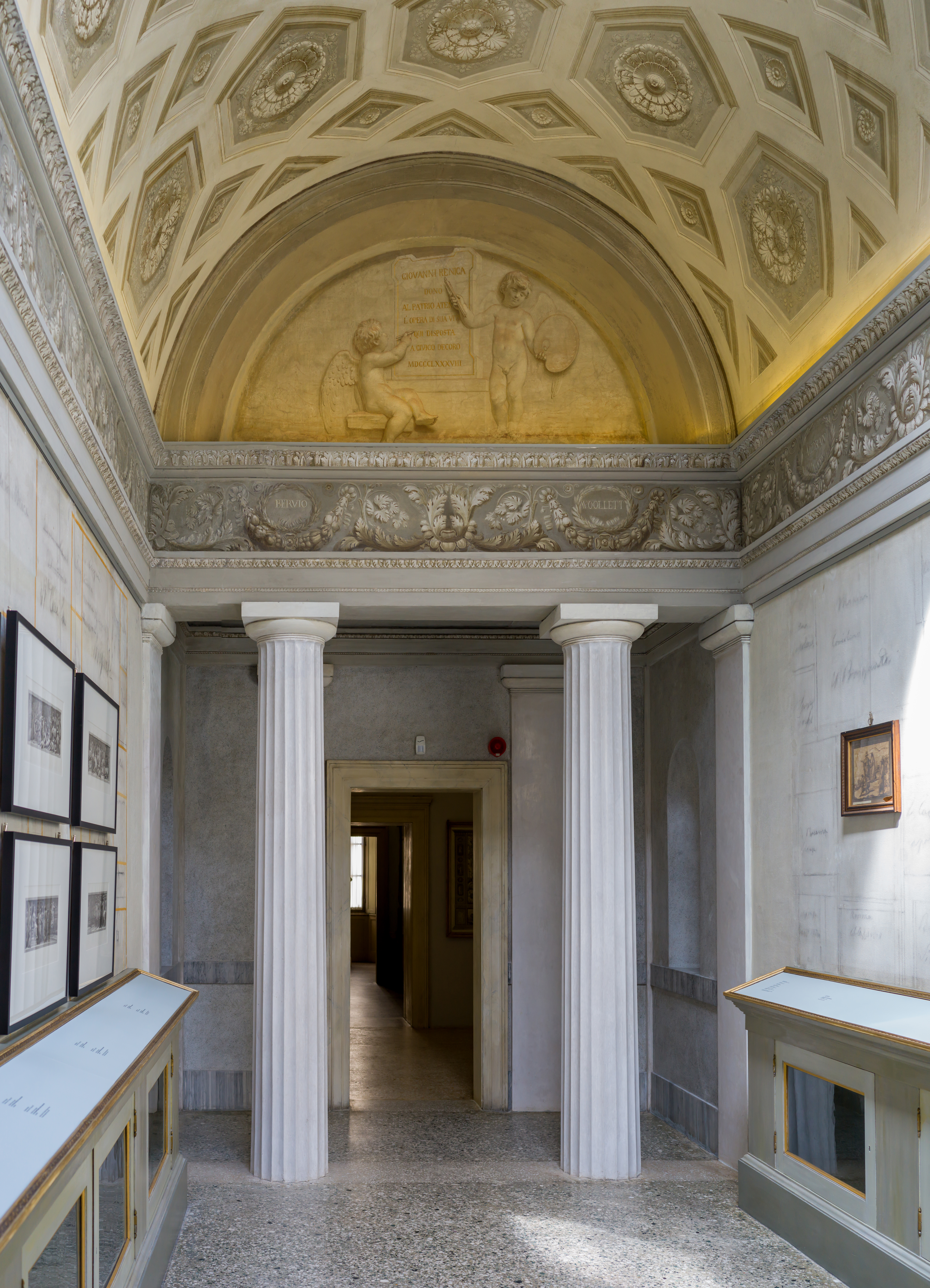
Sala delle colonne doriche e lunette dedicate al pittore Giovanni Renica.
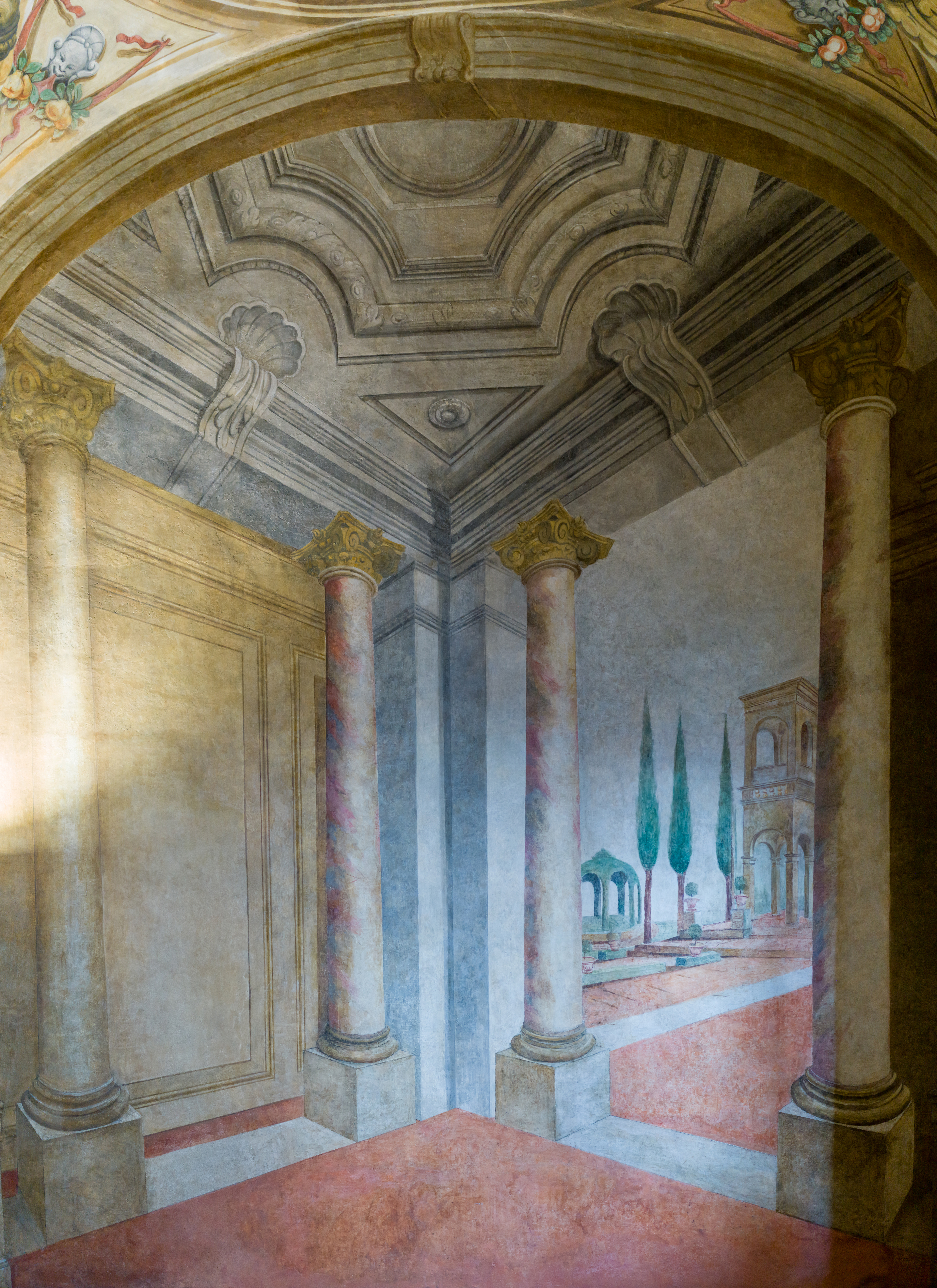
Affresco trompe-l'œil seicentesco della saletta del cortile.
Sala affrescata da Gabriele Rottini con grisaglie dei poeti Dante, Ariosto, Tasso Omero e Virgilio[3].

### Busti nella collezione del palazzo

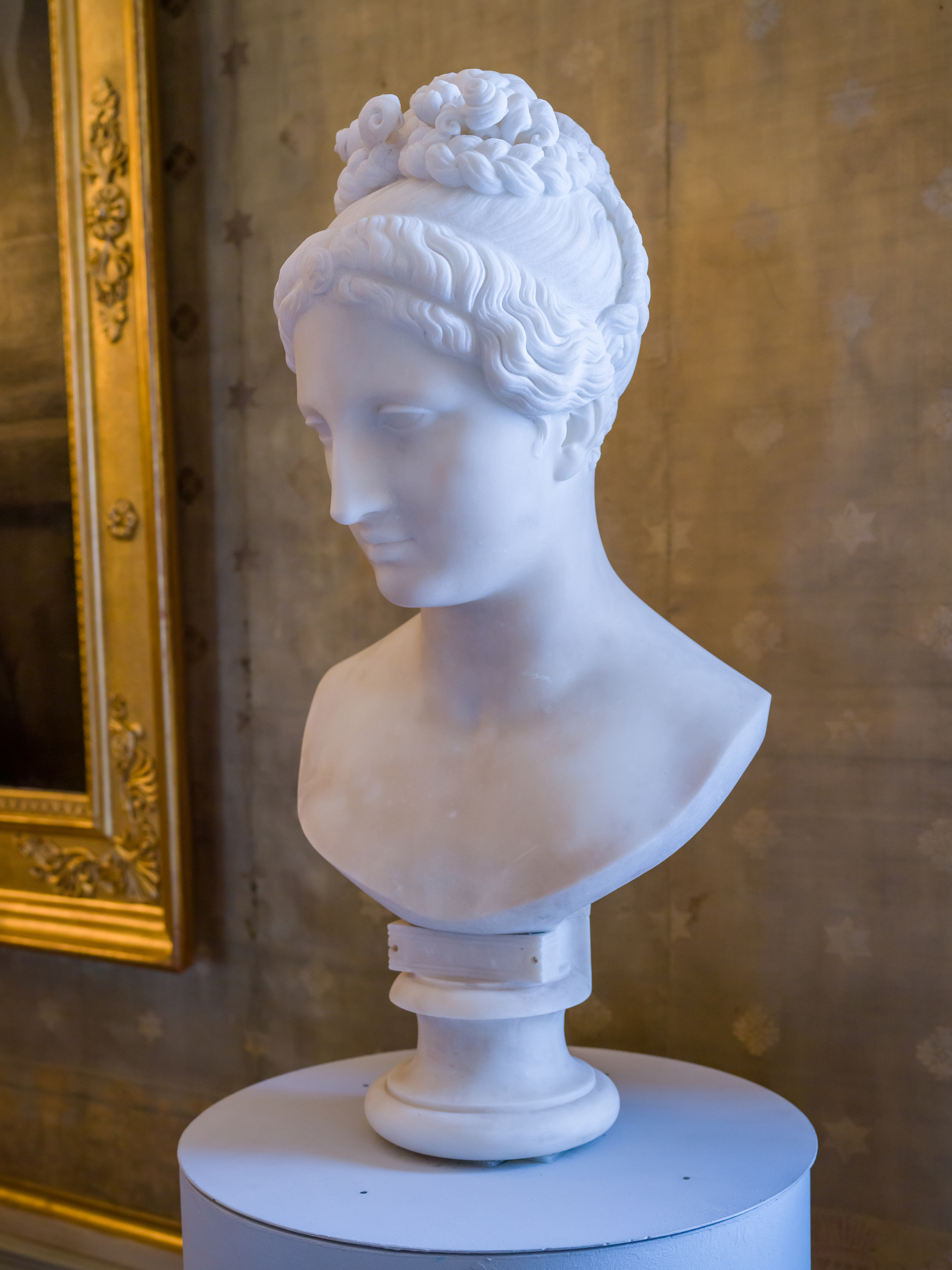
Beatrice Portinari di Giovanni Franceschetti.
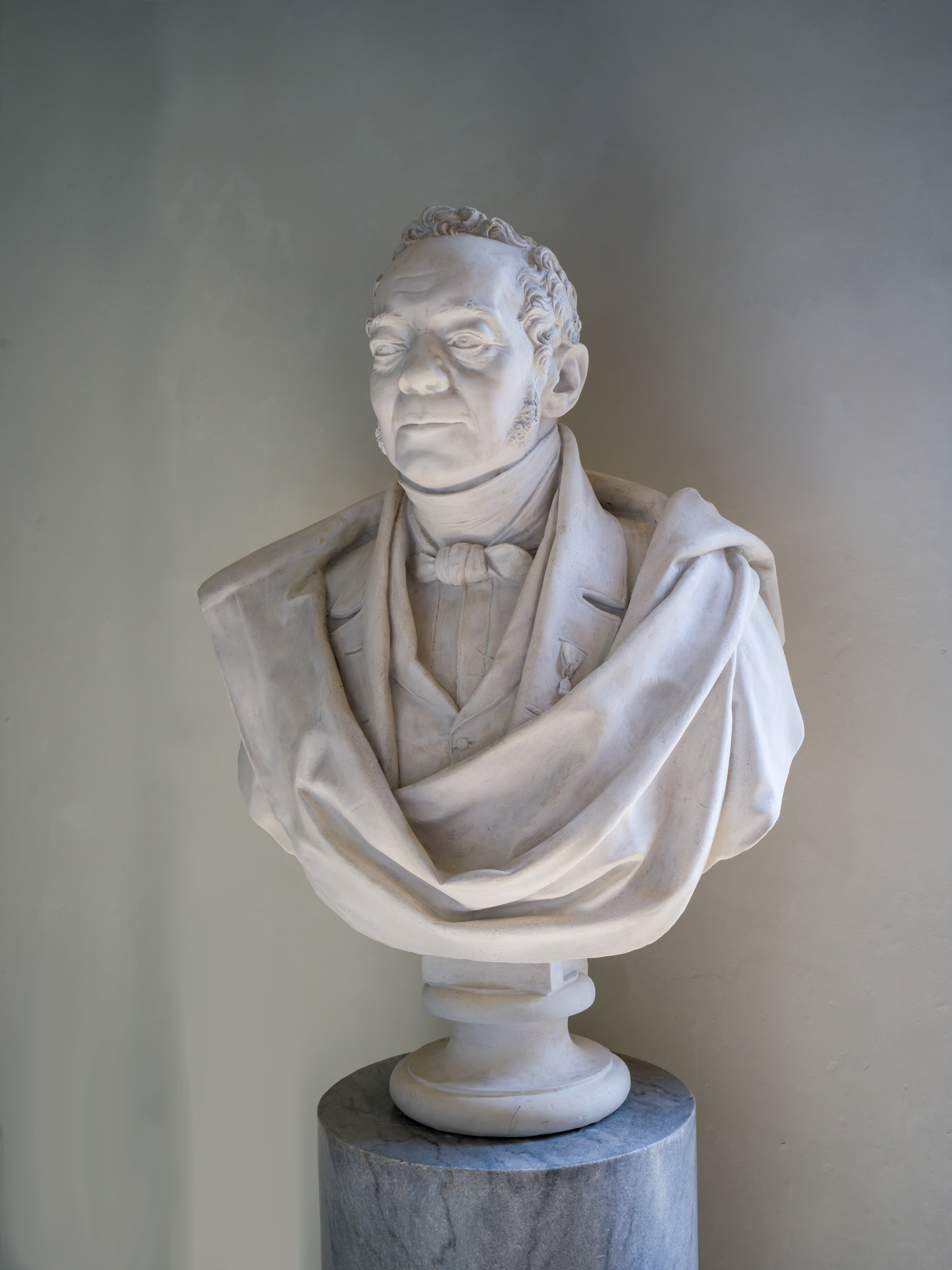
L'ingegnere Carlo Donegani.
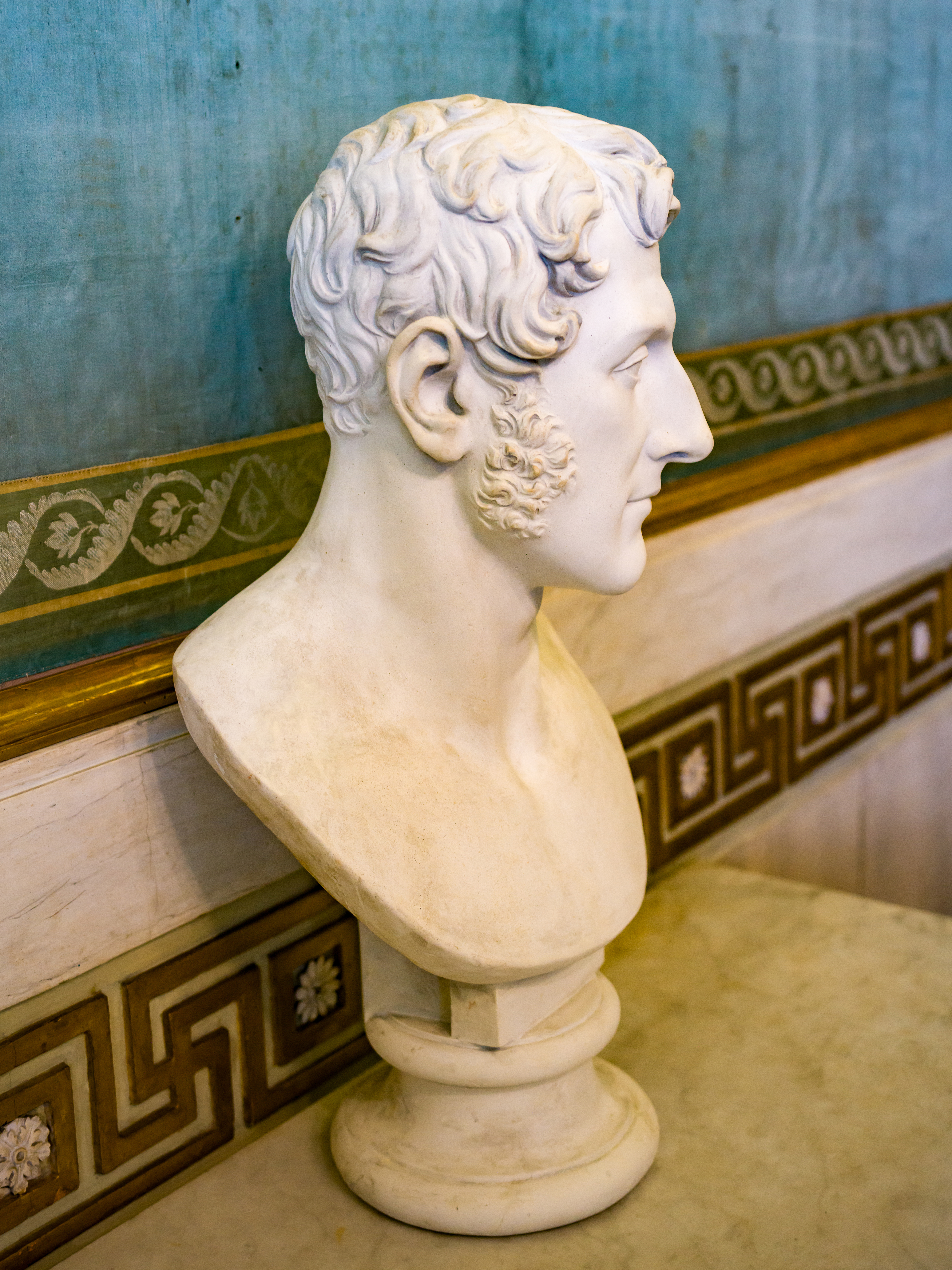
Alessandro Manzoni di Gaetano Matteo Monti.
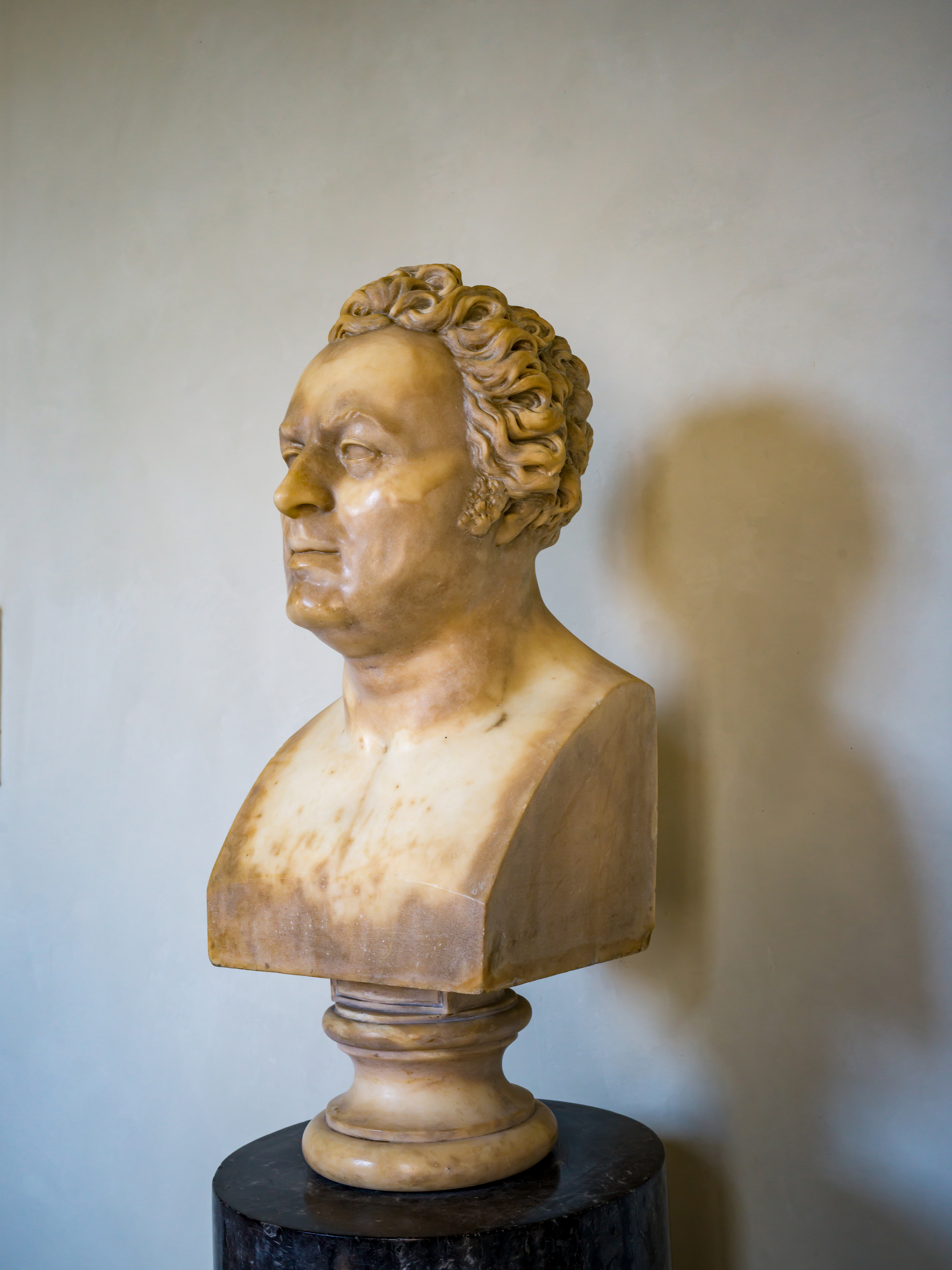
Il giurista Giuseppe Beccalossi Pompeo Marchesi.
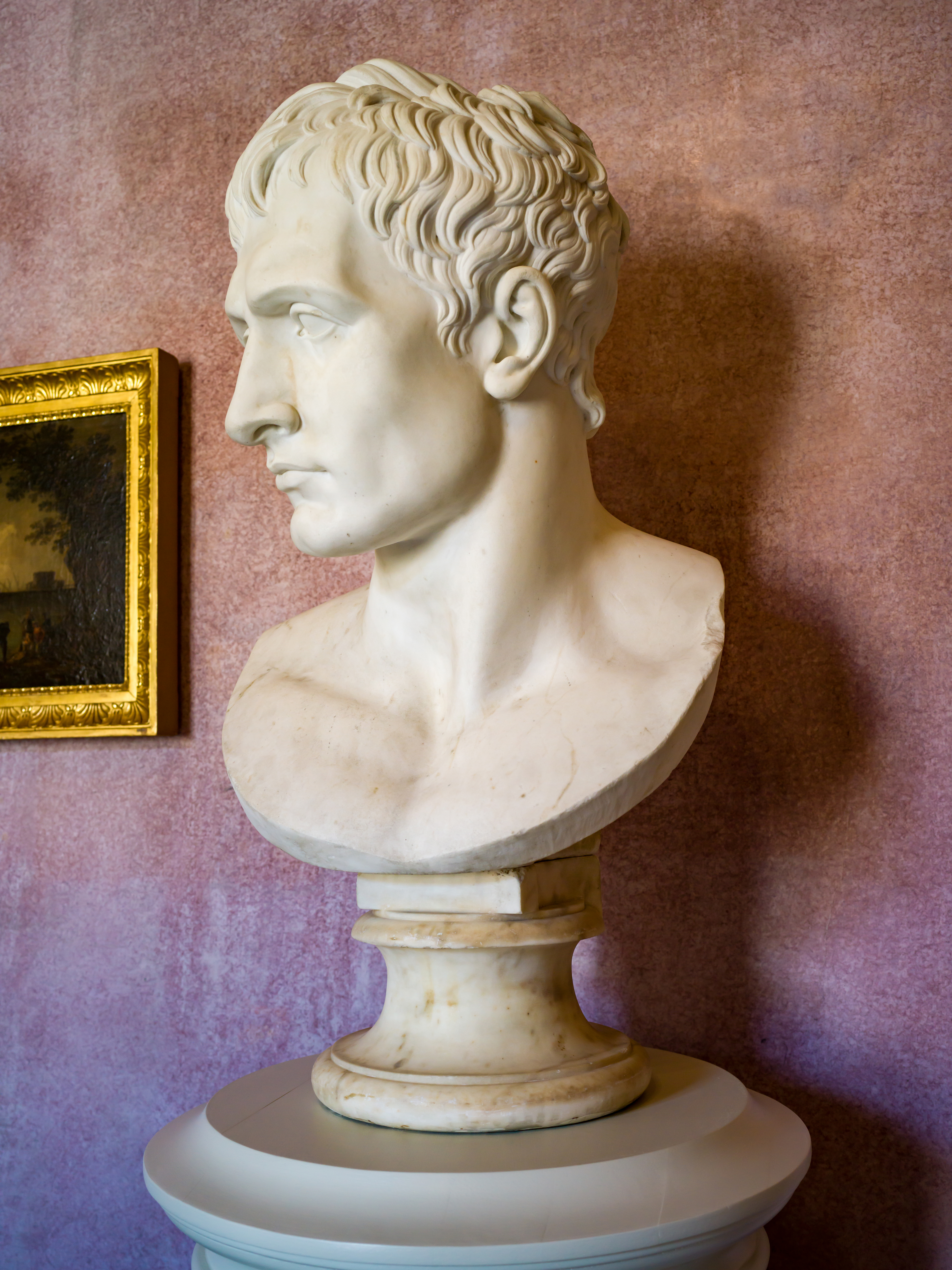
Napoleone di Democrito Gandolfi.
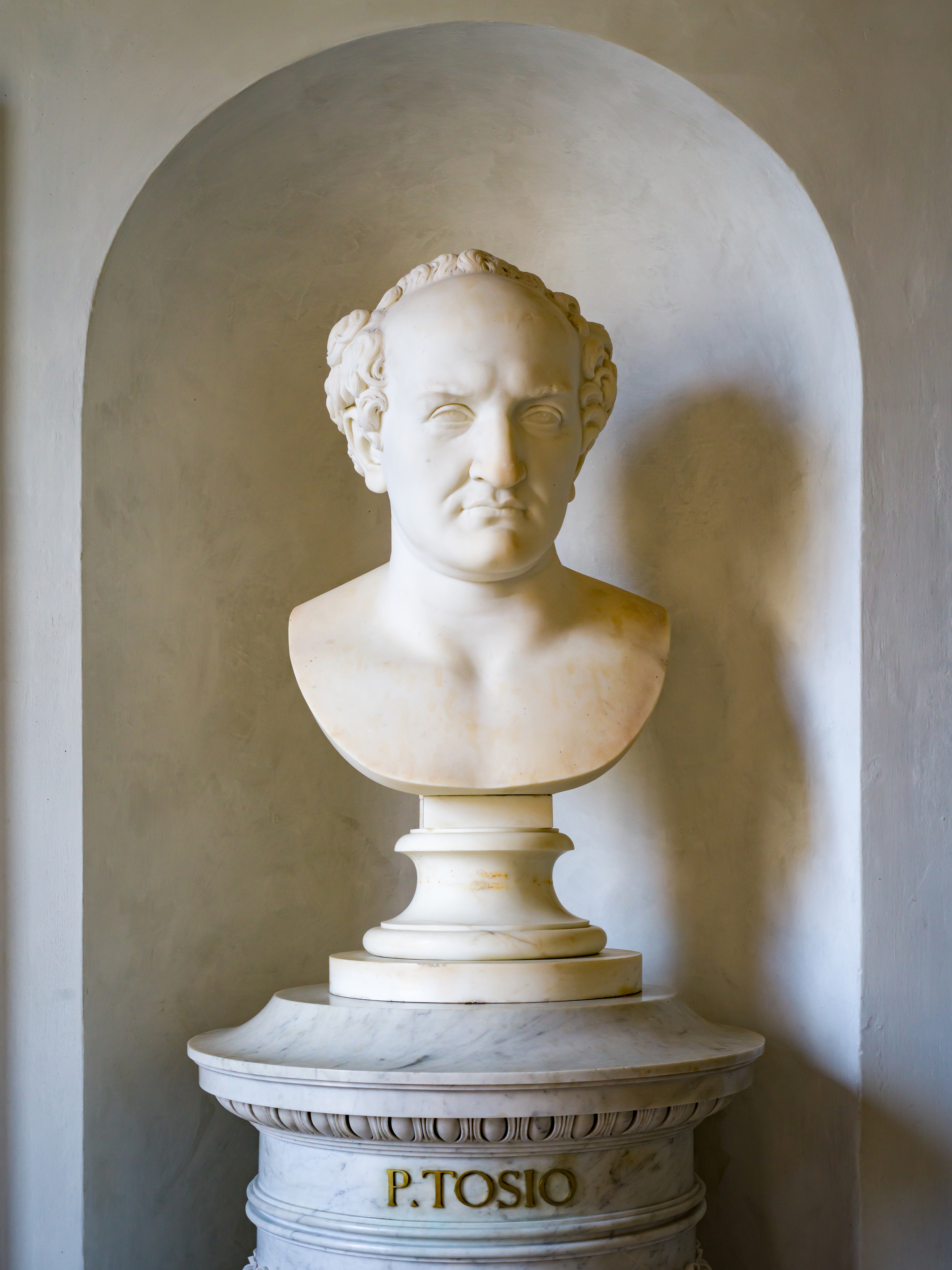
Paolo Tosio Gaetano Matteo Monti.